# Farbror Frej
Farbror Frej är en fiktiv person som gestaltades av Anders Eriksson, och figurerade i Galenskaparna och After Shaves TV-serie En himla många program från 1989–1990.
Han var programledare för ett barnprogram och gjorde ett slags parodi på Hajk. Parodin bestod ofta i att ge mer eller mindre skrattretande förslag på hur barn med enkla medel och genom att använda föremål i sin vardagliga omgivning kunde tillverka olika saker, som till exempel att man rullar ihop en rostbiff till en kikare. De olika sakerna som farbror Frej tillverkade var dock ofta i regel oanvändbara.